# La Splendeur des Amberson (film)
Cet article concerne le film d'Orson Welles. Pour le roman de Booth Tarkington, voir La Splendeur des Amberson (roman).
 (septembre 2021).
Si vous disposez d'ouvrages ou d'articles de référence ou si vous connaissez des sites web de qualité traitant du thème abordé ici, merci de compléter l'article en donnant les références utiles à sa vérifiabilité et en les liant à la section « Notes et références ».
Pour plus de détails, voir Fiche technique et Distribution.
La Splendeur des Amberson (The Magnificent Ambersons) est un drame américain réalisé par Orson Welles, assisté de Fred Fleck et Robert Wise. Il est sorti en 1942 et est adapté du roman La Splendeur des Amberson, de Booth Tarkington, qui reçut le Prix Pulitzer en 1919.

## Synopsis

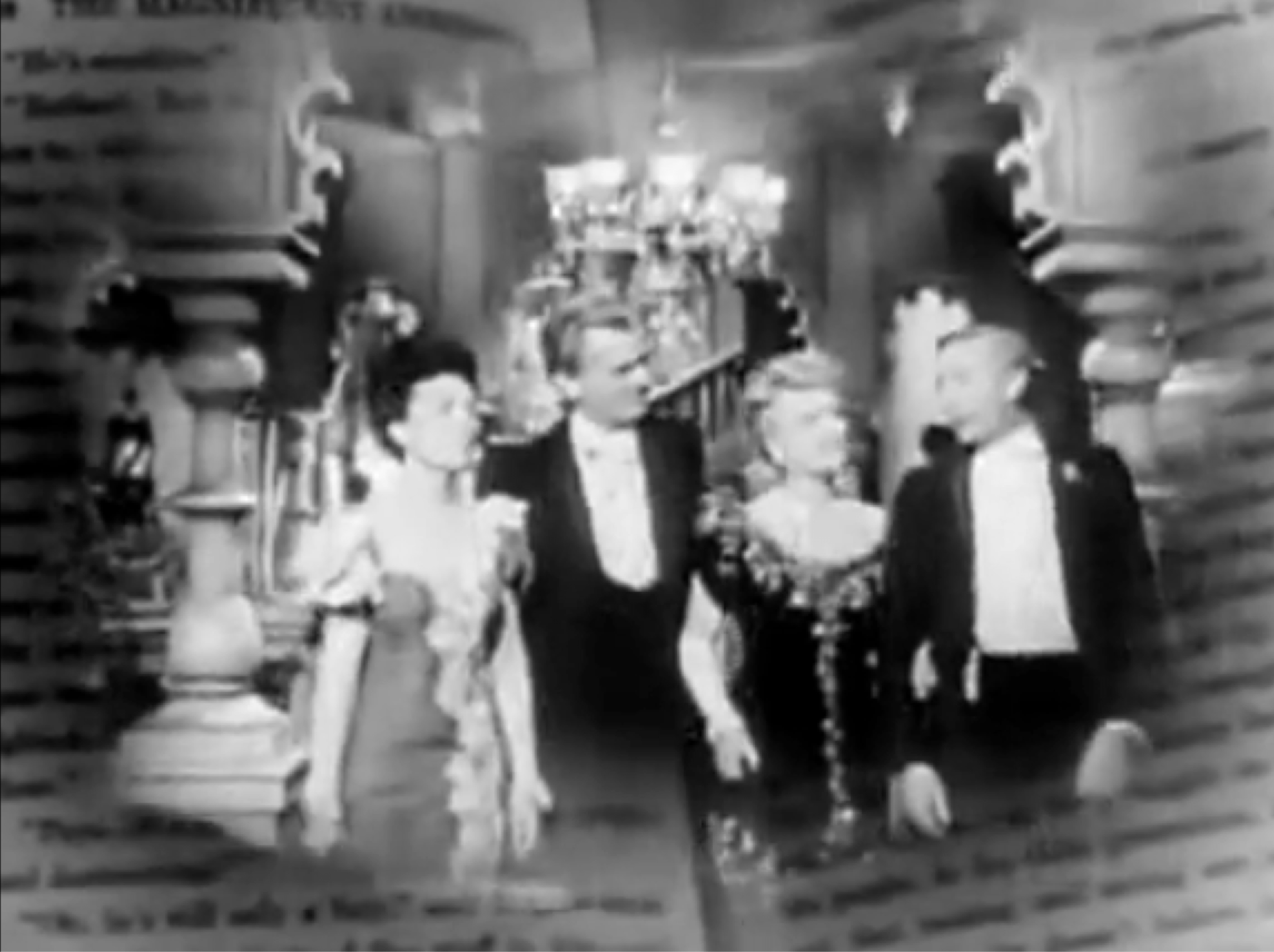

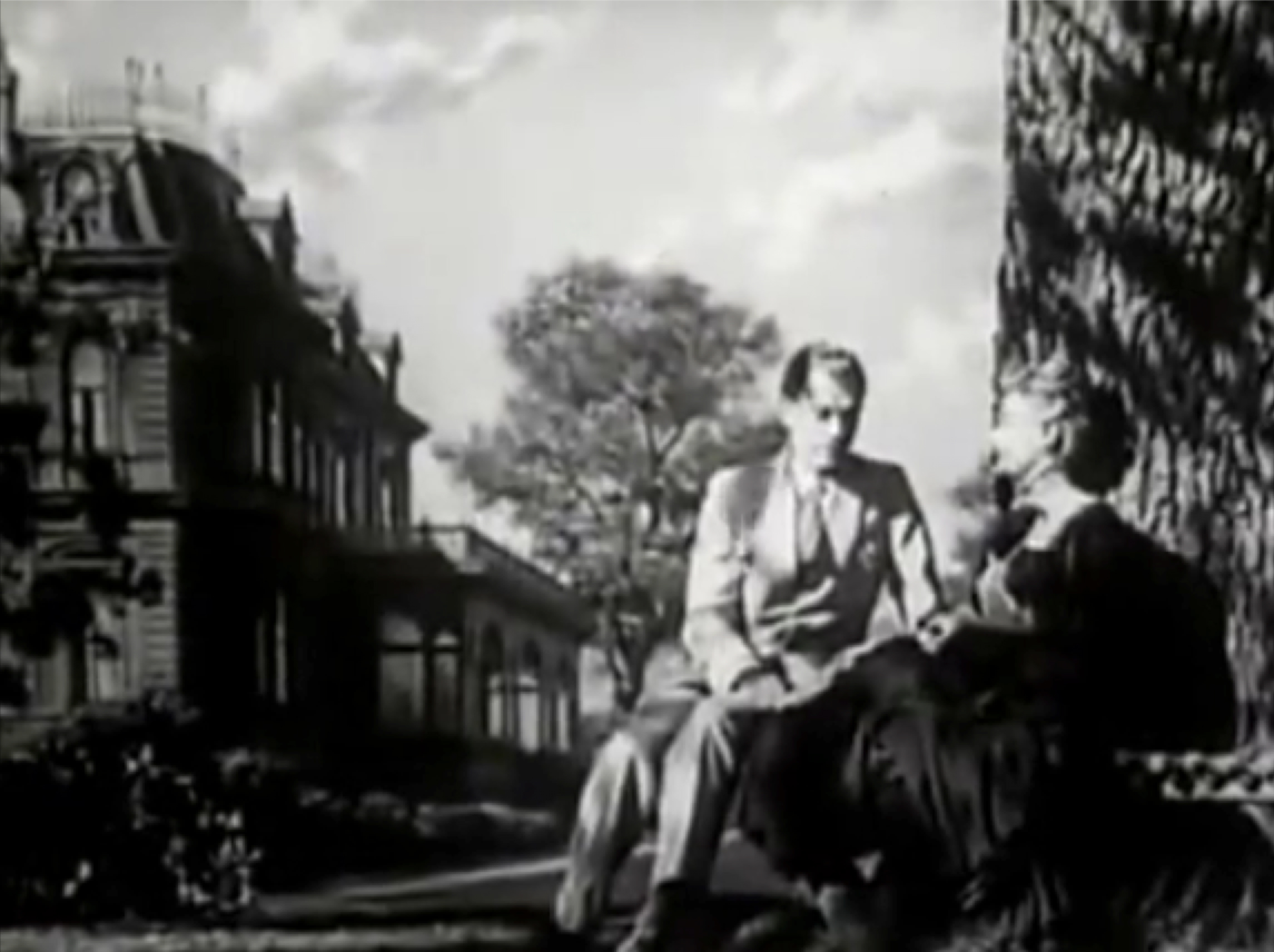

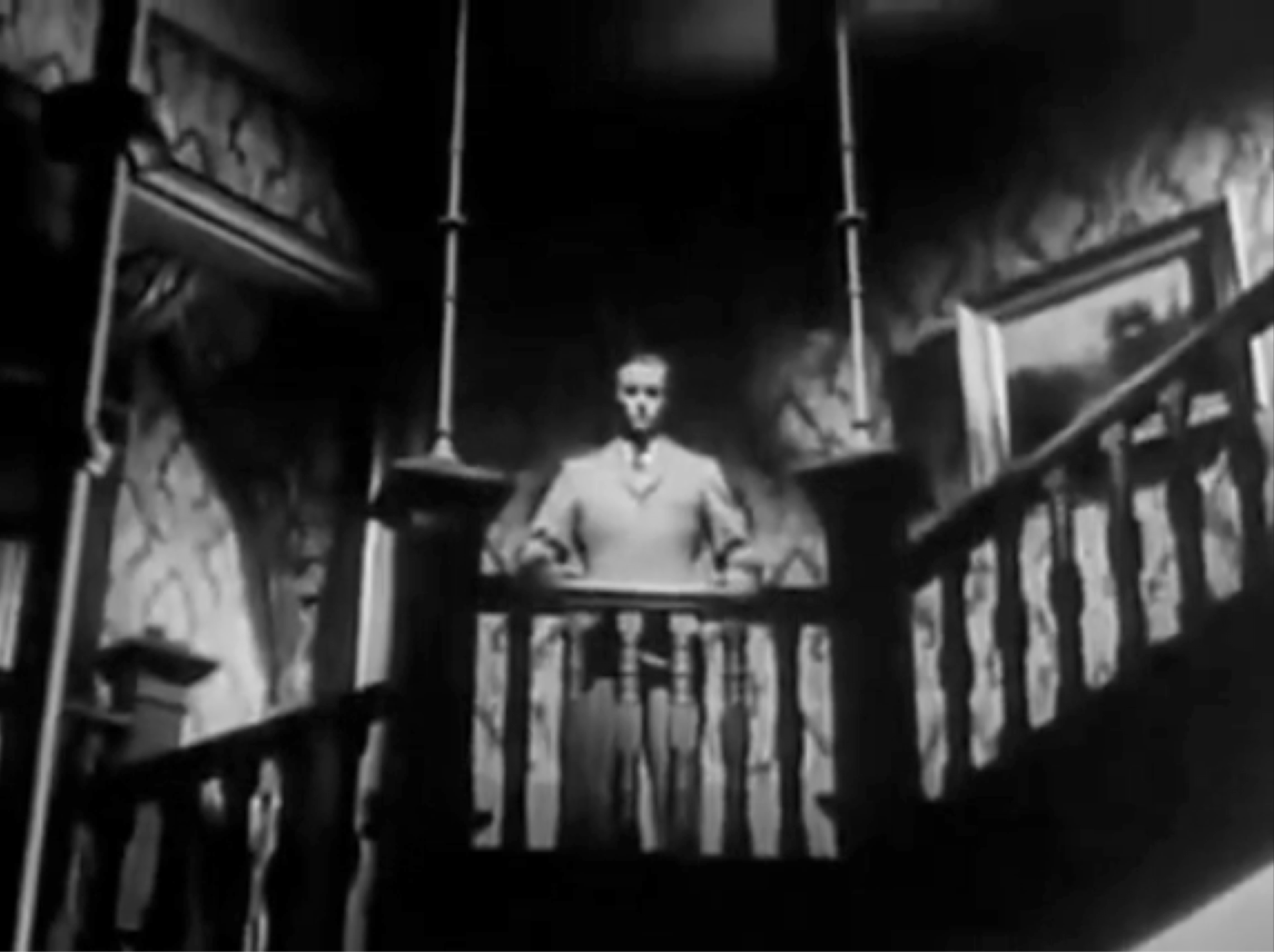

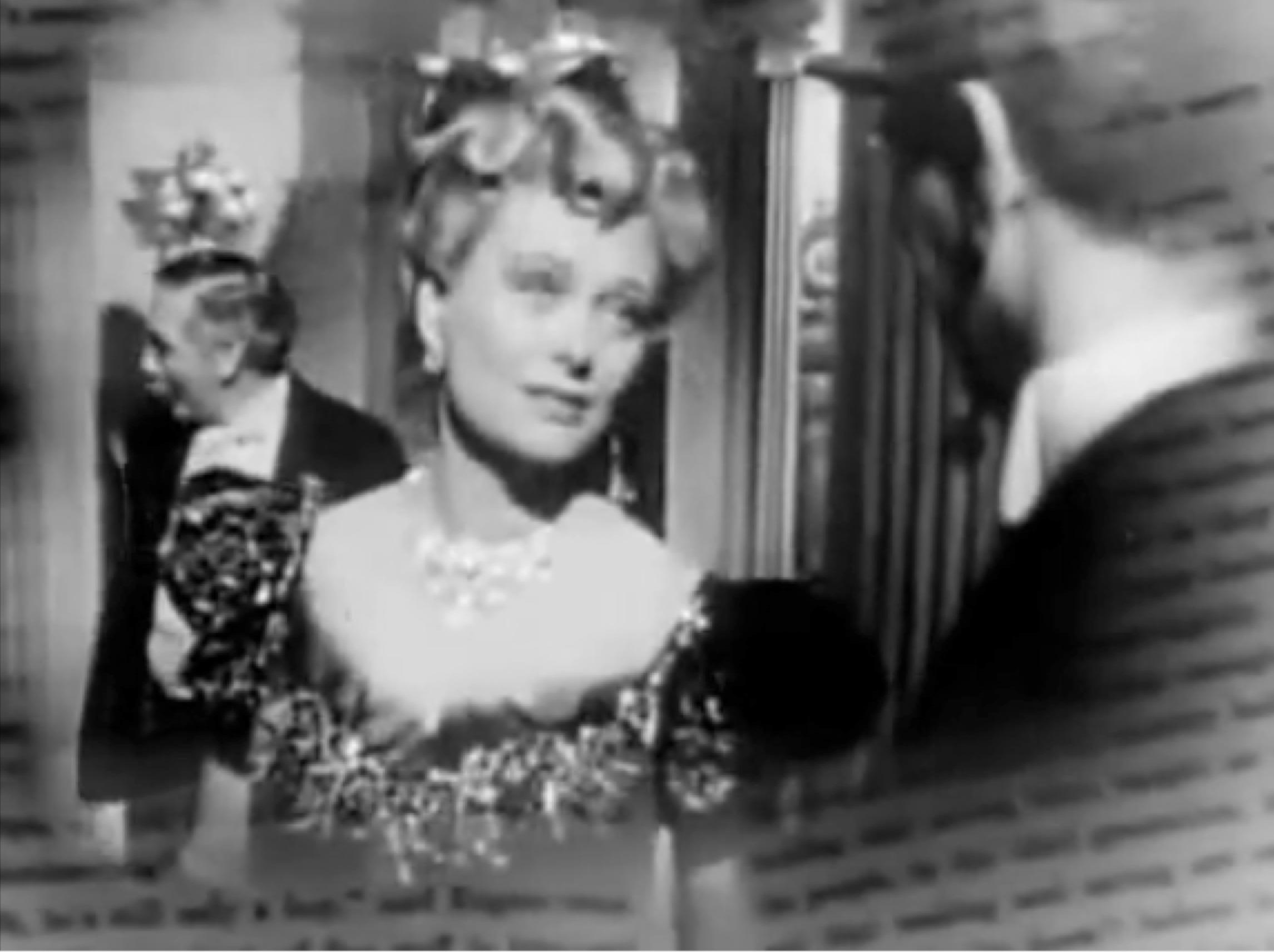

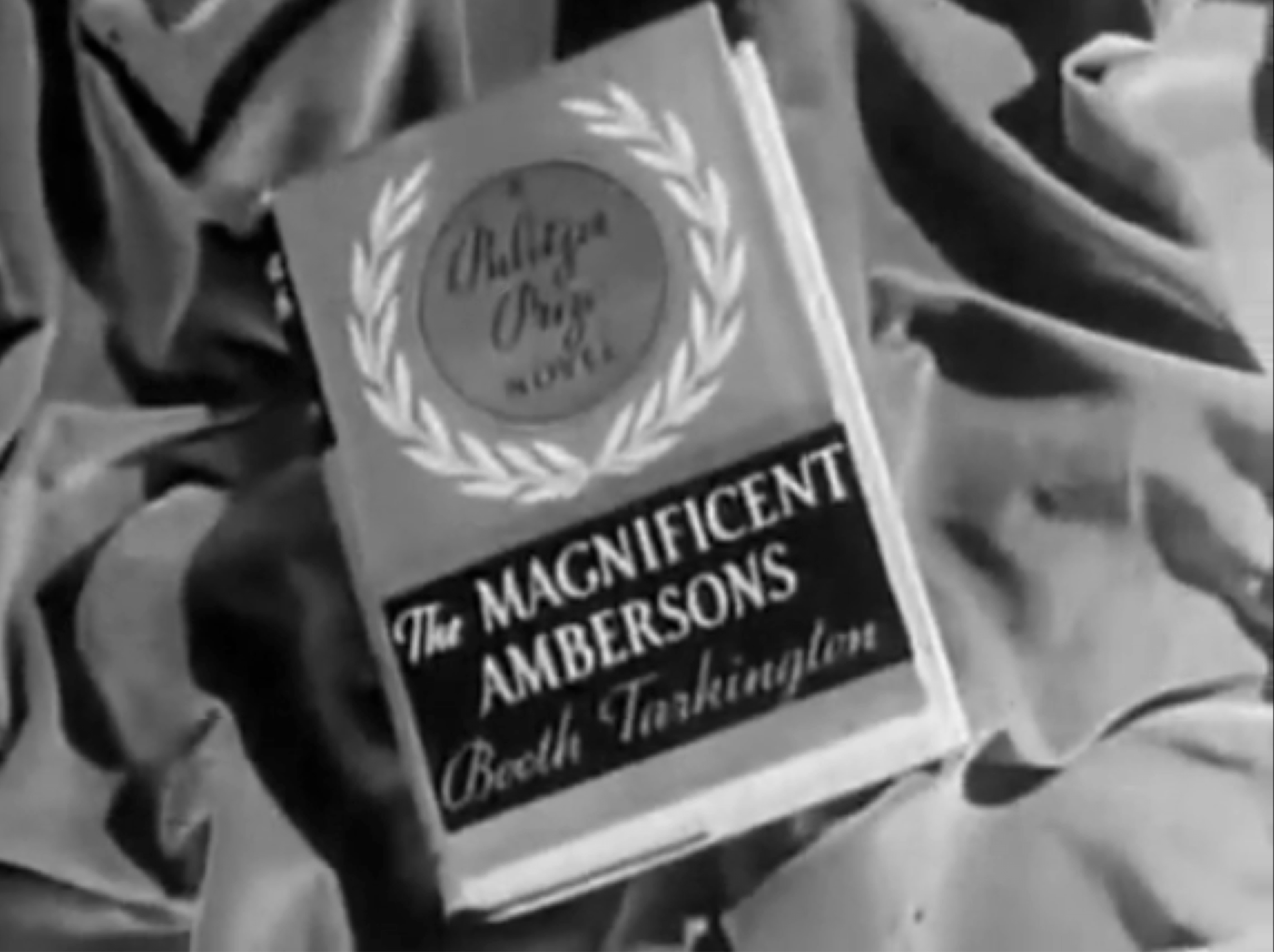

Eugène Morgan aime Isabel Amberson d'un amour partagé, mais les circonstances font qu'elle épouse Wilbur Minafer dont elle aura un fils, George, qui se révèle dès l'enfance égoïste et violent. De son côté, Eugène s'est marié et a eu une fille Lucy, mais son épouse est morte.
De retour dans sa ville natale après 20 ans d'absence, Eugène Morgan assiste à un bal donné par le riche clan des Amberson. Il y retrouve son amour de jeunesse, Isabel, qu'il aime toujours, et sa fille Lucy tombe amoureuse de George, le fils d'Isabel.
Wilbur Minafer étant mort, Isabel et Eugène Morgan envisagent alors de se marier. Cependant, George s'oppose de toutes ses forces à cette union. Se soumettant aux exigences de son fils, Isabel part en voyage. Elle en revient malade, minée par le chagrin et meurt sans avoir pu revoir Eugène.
Comme la fortune des Amberson a sombré dans de mauvais placements, George se voit dans l'obligation de travailler, mais il est victime d'un grave accident.

## Fiche technique
- Titre original : The Magnificent Ambersons
- Titre français: La Splendeur des Amberson
- Réalisation : Orson Welles
- Scénario : Orson Welles, d'après le roman de Booth Tarkington
- Direction artistique : Mark Lee Kirk
- Direction artistique et création des décors : Albert S. D'Agostino (non crédité)
- Décors : Al Fields
- Décors de plateau : Darrell Silvera (non crédité)
- Costumes : Edward Stevenson
- Photographie : Stanley Cortez
- Montage : Robert Wise, Mark Robson et Jack Moss
- Musique : Bernard Herrmann et Roy Webb
- Scènes additionnelles : Jack MacKenzie, Harry J. Wild (non crédités)
- Effets spéciaux : Vernon Walker
- Production : Orson Welles
- Société de production : RKO Pictures et Mercury Productions
- Pays de production :  États-Unis
- Format : Noir et blanc - 1,37:1 - Mono  (RCA Sound System) - 35mm
- Genre : Drame
- Durée : 88 minutes / 148 minutes (version originale)
- Dates de sortie : 
  - États-Unis : 10 juillet 1942
  - France : 15 novembre 1946

## Distribution
Remarque : Second doublage effectué vers 1975.
- Joseph Cotten (VF : Bernard Murat) : Eugene Morgan
- Dolores Costello (VF : Sylvie Moreau) : Isabel Amberson Minafer
- Anne Baxter (VF : Irina Tarassov-Villeret) : Lucy Morgan
- Tim Holt (VF : François Leccia) : George Minafer
- Agnes Moorehead (VF : Monique Martial) : Fanny Minafer
- Ray Collins : Jack Amberson
- Erskine Sanford : Roger Bronson
- Richard Bennett (VF : Henri Labussière) : Major Amberson
- Orson Welles (VF : Georges Aminel) : le narrateur (voix-off)
- Charles Phipps : Oncle John

Acteurs non crédités
- Olive Ball : Mary, la femme de ménage
- Jack Baxley : le révérend Smith
- Bobby Cooper : George Minafer enfant
- Don Dillaway : Wilbur Minafer
- Mel Ford : Fred Kinney
- Nancy Gates : une jeune fille
- J. Louis Johnson : Sam, le majordome
- Anne O'Neal : Mme Foster
- Robert Pittard : Charles Johnson
- Drew Roddy : Elijah
- Gus Schilling : l'employé de la pharmacie
- Dorothy Vaughan (VF : Marie Francey) : Mme Johnson

## Production

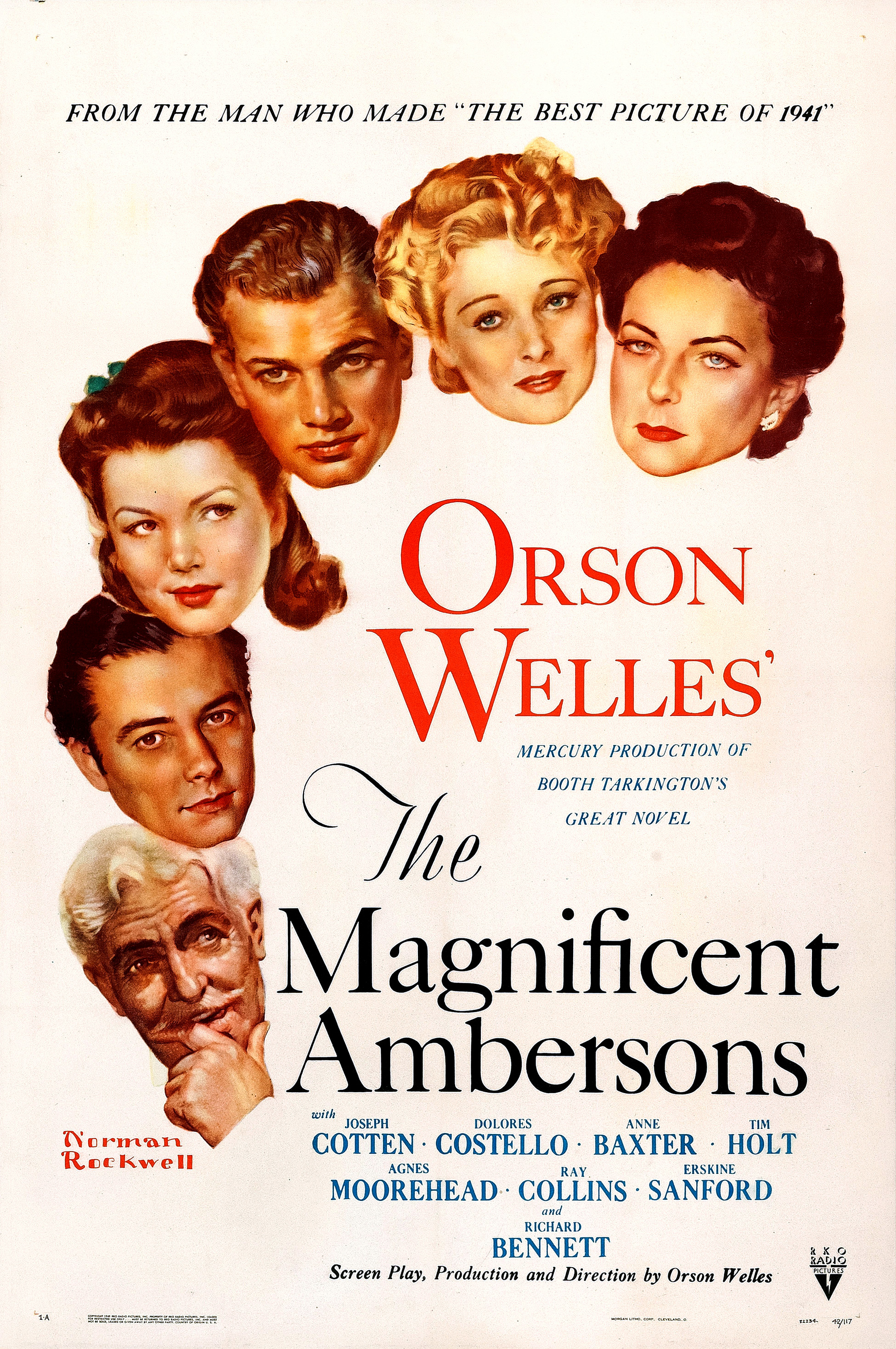
Affiche du film par Norman Rockwell, 1942.

Alors qu'Orson Welles était au Brésil, tournant It's All True, le distributeur du film, RKO Pictures, se réservait le droit de modifier le montage. RKO amputa de 40 minutes le montage originel. Les scènes coupées sont ensuite détruites, pratique courante du fait de l'archivage coûteux et du manque d'intérêt des pellicules. Et trouvant la fin trop pessimiste, le studio demande de retourner l'épilogue, qui en fut modifié.

## Commentaire
Lors d'un entretien filmé avec Jeanne Moreau et Orson Welles, ce dernier confiera que « c'est en grande partie la figure de son père qui lui avait inspiré le personnage de Eugen Morgan. »

## Distinctions
Le film reçoit 4 nominations à la 15e cérémonie des Oscars, sans en gagner une seule. 
- Meilleur film : Mercury Productions
- Meilleure actrice dans un second rôle : Agnes Moorehead
- Meilleure photographie (noir et blanc) : Stanley Cortez
- Meilleure direction artistique (noir et blanc) : Albert S. D'Agostino (directeur artistique) ; Darrell Silvera et Al Fields (décorateurs intérieurs)

## Remake télévisuel
À partir du scénario originel de Welles (même si c'est la fin optimiste qui est choisie), un téléfilm est réalisé par Alfonso Arau pour A&E, diffusé en 2002. La distribution des rôles principaux est constitué de Bruce Greenwood dans le rôle de Eugene Morgan, Madeleine Stowe pour Isabel Amberson, Gretchen Mol incarnant Lucy Morgan, Jonathan Rhys-Meyers dans la peau de George Amberson, et Jennifer Tilly reprenant le rôle de Fanny Minafer. 

## Autour du film
- Au sein du genre Orsonwelles, nommé ainsi en hommage à Orson Welles — regroupant des araignées aranéomorphes de la famille des Linyphiidae endémiques d’Hawaï et dont l’épithète spécifique désignant chaque espèce a été choisie en référence à une œuvre du réalisateur — l’espèce Orsonwelles ambersonorum, endémique d’Oahu (elle y a été observée sur Ko'olau Range (en)), a été nommée en référence à La Splendeur des Amberson[3].